# Josef Hechenbichler
Josef Hechenbichler (* 31. August 1945 in Kössen) ist ein österreichischer Politiker (ÖVP). Er war von 1994 bis 2008 Abgeordneter zum Tiroler Landtag.
Josef Hechenbichler besuchte zwischen 1951 und 1959 die Volksschule in Kössen/Bichlach. Ab 1960 arbeitete Hechenbichler am elterlichen Hof mit, von 1962 bis 1964 absolvierte er die Landwirtschaftliche Fachschule Rotholz. 1968 legte Hechenbichler die Meisterprüfung des Landwirtschaftlichen Meisterkurs ab. Er ist seit 1981 als selbstständiger Landwirt tätig. 
Hechenbichler gehörte zwischen 1974 und 1980 dem Gemeinderat von Kössen an und wurde 1980 zum Vizebürgermeister gewählt. Zwischen 1989 und 1998 war er als Bürgermeister tätig. Zudem war der Politiker von 1991 bis 1995 Obmann der Bezirkslandwirtschaftskammer. 
Ab dem 5. April 1994 war Hechenbichler Abgeordneter zum Tiroler Landtag. Er wurde in der XII., XIII. und XIV. Gesetzgebungsperiode jeweils über den Kreiswahlvorschlag Kitzbühel in den Landtag gewählt. Hechenbichler war während seiner Funktionsperiode Mitglied in den verschiedensten Ausschüssen, gehörte jedoch seit 1994 ununterbrochen dem Ausschuss für Land- und Forstwirtschaft an. Nach der Landtagswahl 2008 schied Hechenbichler mit dem 1. Juli 2008 aus dem Landtag aus, da er keinen sicheren Listenplatz erhalten hatte.